# Порез на имовину
Порезима на имовину у смислу Закона о порезима на имовину, сматрају се:
- Порез на имовину у такозваној статици – односи се на права на непокретности, тј. на само поседовање имовине,
- Порез на наслеђе и поклон – односи се на пренос имовине без накнаде,
- Порез на пренос апсолутних права – односи се на пренос имовине уз накнаду.

Порез на имовину у статици је изворни приход јединице локалне самоуправе, а порез на пренос апсолутних права и порез на наслеђе и поклон су уступљени приходи који такође припадају јединици локалне самоуправе, али их наплаћује Министарство финансија и привреде - Пореска управа.

## Обвезници пореза на имовину
Обвезник пореза на имовину на права на непокретности на основу закона о порезима на имовину је правно и физичко лице које је ималац тих права на непокретности, које се налазе на територији Републике Србије, осим када је овим законом друкчије уређено.

## Опорезована имовина
Порез на имовину плаћа се на следећа права на непокретности:
- право својине, односно на право својине на грађевинском земљишту површине преко 10 ари
- право становања
- право закупа стана или стамбене зграде у складу са законом којим је уређено становање, за период дужи од једне године или на неодређено време
- право закупа грађевинског земљишта у јавној својини, односно пољопривредног земљишта у државној својини, површине преко 10 ари
- право коришћења грађевинског земљишта у јавној својини површине преко 10 ари.

Непокретности (имовина) на коју се плаћа порез су: земљиште, станови, стамбене и пословне зграде, пословне просторије, гараже, зграде и просторије за одмор и рекреацију и други грађевински објекти, односно њихови делови. Обавеза по основу пореза на имовину настаје даном стицања права, даном почетка коришћења, даном оспособљавања, даном издавања употребне дозволе или даном омогућавања коришћења на други начин. На постојање пореске обавезе није од утицаја основ стицања права, материјално стање пореског обвезника, врста материјала од које је непокретност изграђена, да ли су непокретности изграђене уз постојање прописане техничке документације, да ли се непокретност користи или не.

## Рок подношења пореске пријаве
Према закону, регистрација пореских обвезника се обавља у року од 10 дана од стицања права на непокретностима. Физичка лица подносе нову пријаву до 31. марта године у којој се врши утврђивање пореза, само уколико дође до промене структуре постојеће имовине. Обвезници који воде пословне књиге дужни су да подносе пореску пријаву до 31. марта сваке године за коју се врши утврђивање пореза. Непријављивање пореза представља порески прекршај.

## Плаћане пореза на имовину
Плаћање пореза представља законску обавезу свих пореских обвезника. Порез на имовину плаћа се квартално на основу решења надлежног пореског органа (до 15. фебруара, 15. маја, 15. августа и 15. новембра). До доношења решења за текућу годину порез се плаћа аконтационо на бази прошлогодишњег решења. Неплаћање пореза у законским роковима повлачи камату и принудну наплату. 

## Начин утврђивања пореза на имовину
Износ пореза на имовину се добија када се на утврђену пореску основицу примени одговарајућа пореска стопа и може се умањити за порески кредит (50% уколико обвезник станује у датом стану или стамбеном објекту, а највише 20.000 РСД, као и за стамбене зграде и станове површине до 60м2 који нису на грађевинском подручју и не дају се у закуп, а у којима станују само лица старија од 65 година).
Утврђивање пореске основице годишњег пореза на имовину физичких лица за објекте и грађевинско земљиште врши се тако што се просечна тржишна цену квадратног метра непокретности у одређеној општини множи са корисном површином, затим са коефицијентом локације и коефицијентом квалитета објекта. Добијени износ се затим умањује за износ амортизације по стопи од 0,8% за сваку годину применом пропорционалне методе, а највише до 40% (осим за земљиште) и тако добијена вредност непокретности представља пореску основицу.
Основица за пољопривредно и шумско земљиште код физичких лица је петоструки износ катастарског прихода од тог земљишта, према последњем податку службе за катастар на дан 31. децембра претходне године.
Пореска основица за све непокретности обвезника који воде пословне књиге (правна лица) је износ књиговодствене вредности те непокретности на дан 31. децембра претходне године. Порез на имовину не плаћају обвезници кад укупна основица за све његове непокретности на територији јединице локалне самоуправе не прелази износ од 400.000 динара. Законом о порезима на имовину прописани су случајеви када се порез на имовину не плаћа, односно пореска ослобођења (члан 12. Пореска ослобођења Закона о порезима на имовину).